# Emergencia humanitaria compleja

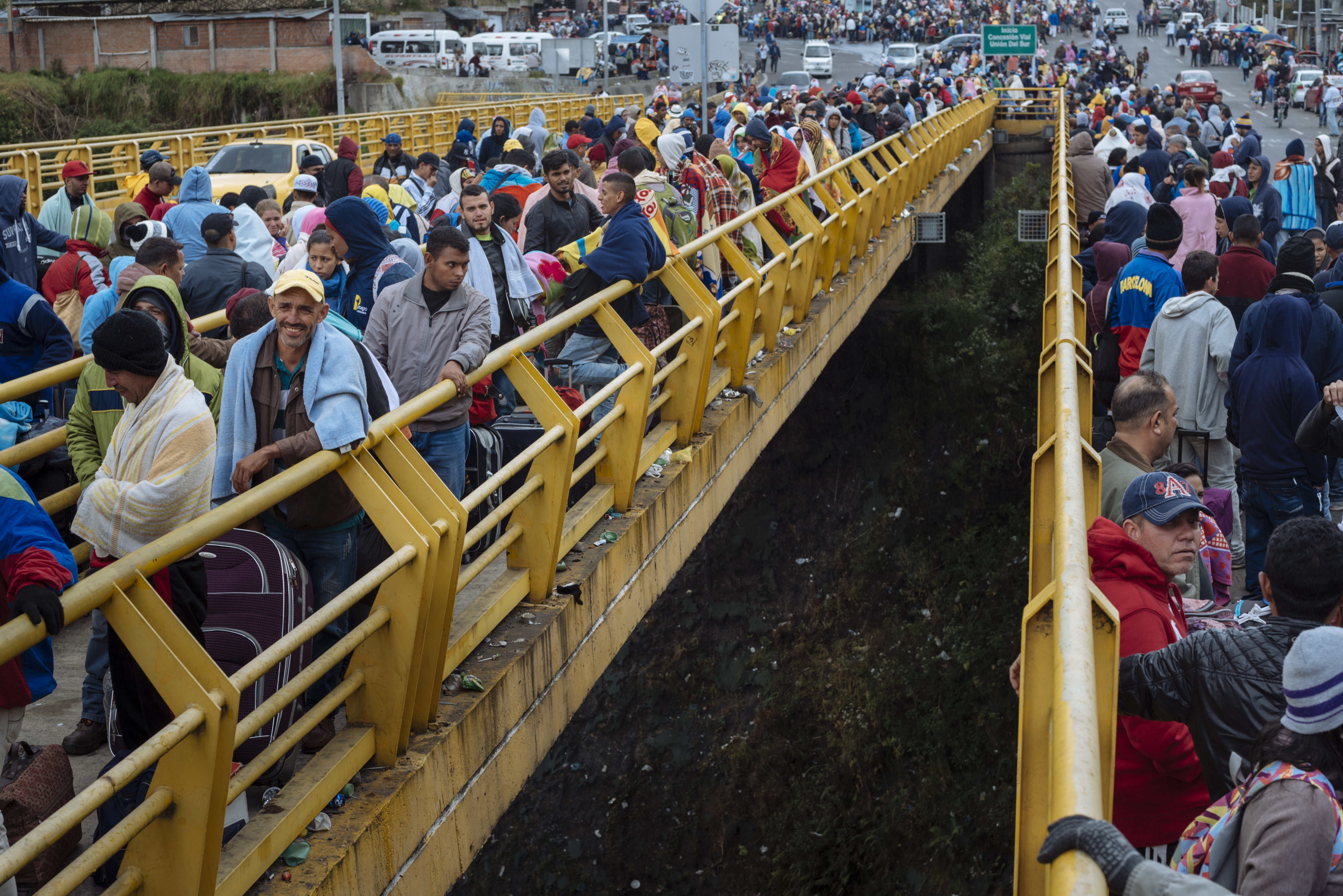
La crisis en Venezuela es un ejemplo actual de una emergencia humanitaria compleja.

Una emergencia humanitaria compleja es una crisis humanitaria multifacética en un país, región o sociedad, donde la autoridad colapsa significativa o totalmente debido a un conflicto interno o externo y que requiere una respuesta internacional desde diversos sectores. El origen del término data de 2003, en el glosario de términos humanitarios en relación con la protección de civiles en conflictos armados de la Oficina de Naciones Unidas para la Coordinación de Asuntos Humanitarios.